# LZ-706
De LZ-706 is een verkeersweg op het Spaanse eiland Lanzarote. De weg loopt vanaf de rotonde met de hoofdweg LZ-2 naar de kustplaats Playa Quemada. 

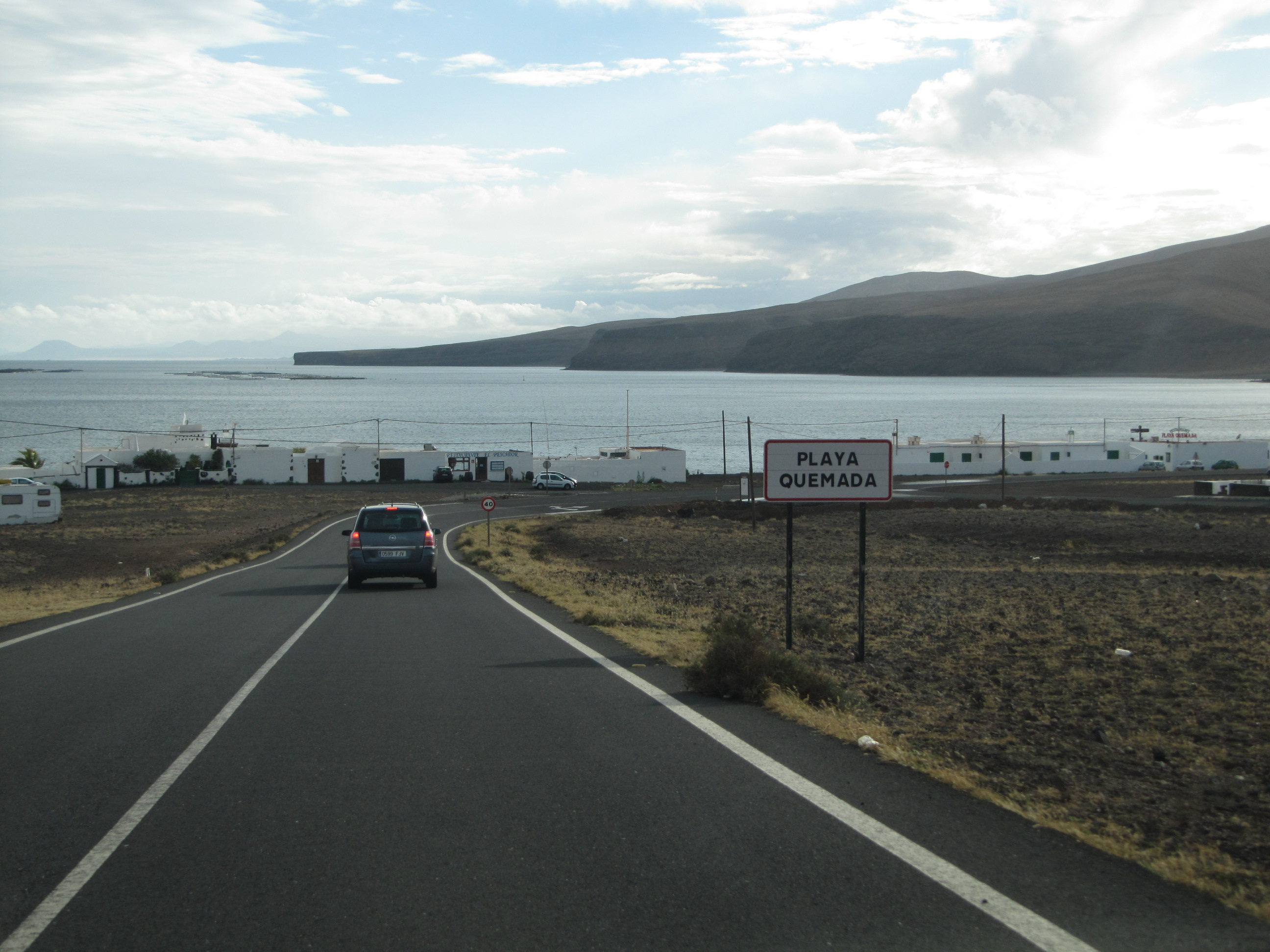
Zicht op Playa Quemada

]